# Gustavo Cumin
Gustavo Cumin, italijanski geograf in geolog, * 11. januar 1896, Trst, † 6. avgust 1956, Catania.

## Življenje in delo
Študirati je začel na dunajski Univerzi, kjer je končal le en semester, a je hkrati prišel v stik s tedaj vodilno nemško geografsko literaturo. Študij je nadaljeval v Rimu, kjer je leta 1922 tudi diplomiral. Po končanem študiju se je vrnil v Trst, tu najprej poučeval na srednji šoli ter bil v letih 1924−1934 asistent na Inštitutu za ekonomsko geografijo Univerze v Trstu. Od leta 1935 do upokojitve pa je bil profesor ekonomske geografije na Univerzi v Catanii. Proučeval je ožje in širše tržaško zaledje, snežniško planoto, Krn, mangartsko dolino in gorsko skupino Mangarta ter okolico Bavšice. Pri raziskovalnem delu je upošteval geološki in morfološki vidik ter elemente urbane, ekonomske in politične geografije. Raziskoval je tudi problematiko istrskih solin. 